# Двор (вулкан)
Двор — стратовулкан-кальдера на полуострове Камчатка. Относится к Восточному вулканическому поясу, Карымско-Семячикской группе вулканов.

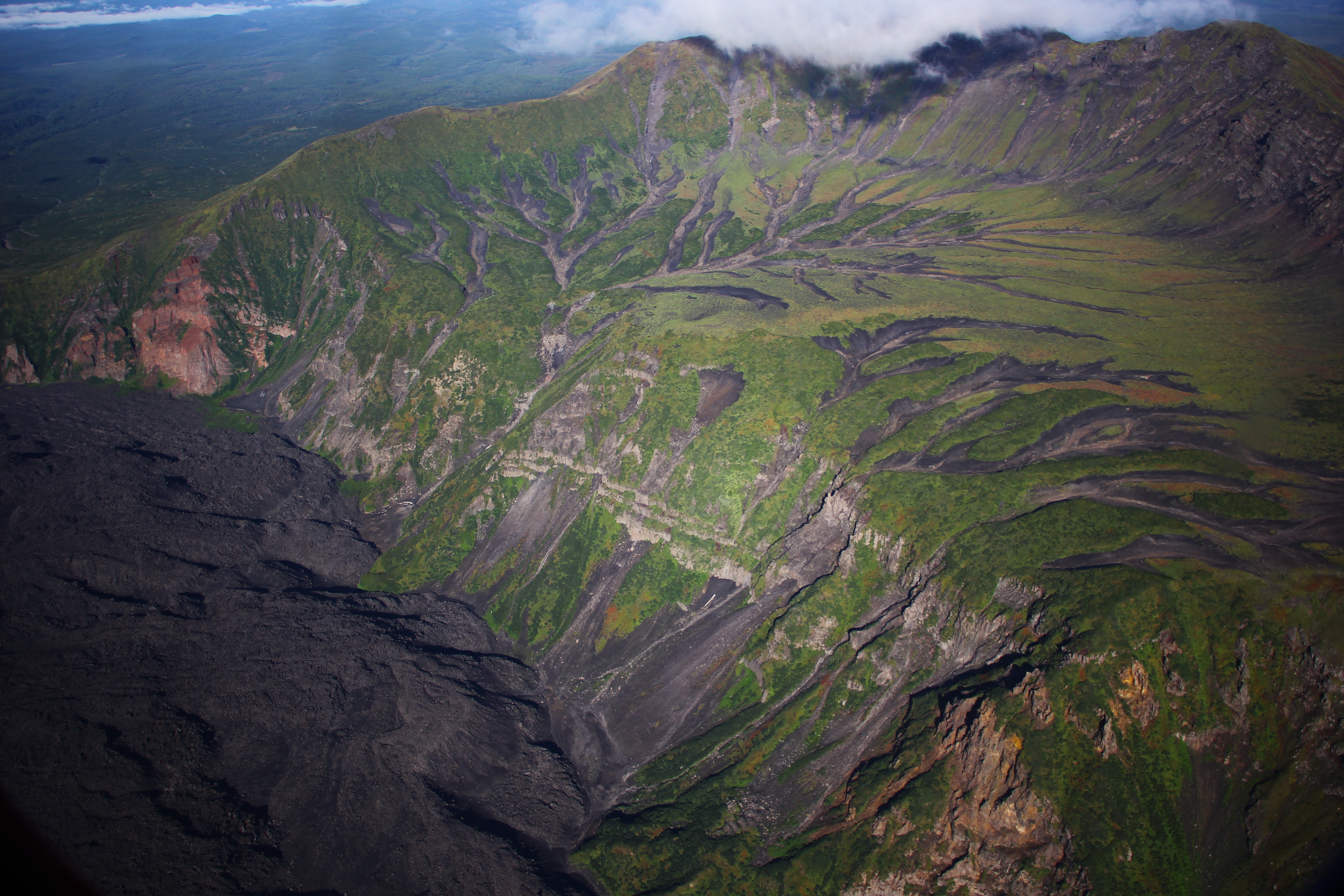
Лава влк. Карымского у северного борта кальдеры влк. Двор

## Описание
Высота 1485 метров. Площадь вулканической постройки 35 км². В результате разрушительных взрывов от древнего вулкана осталась только дуга кальдеры с северной стороны.
Расположен на крупном базальтовом щите диаметром 150х85 километров, на котором располагаются активные вулканы: Карымская сопка, Академии наук. Сложен базальтовыми, андезитовыми, андезито-базальтовыми, оливинными лавовыми потоками и пеплом верхнего плейстоцена.
В кратере вулкана Двор находится вулкан Карымский.

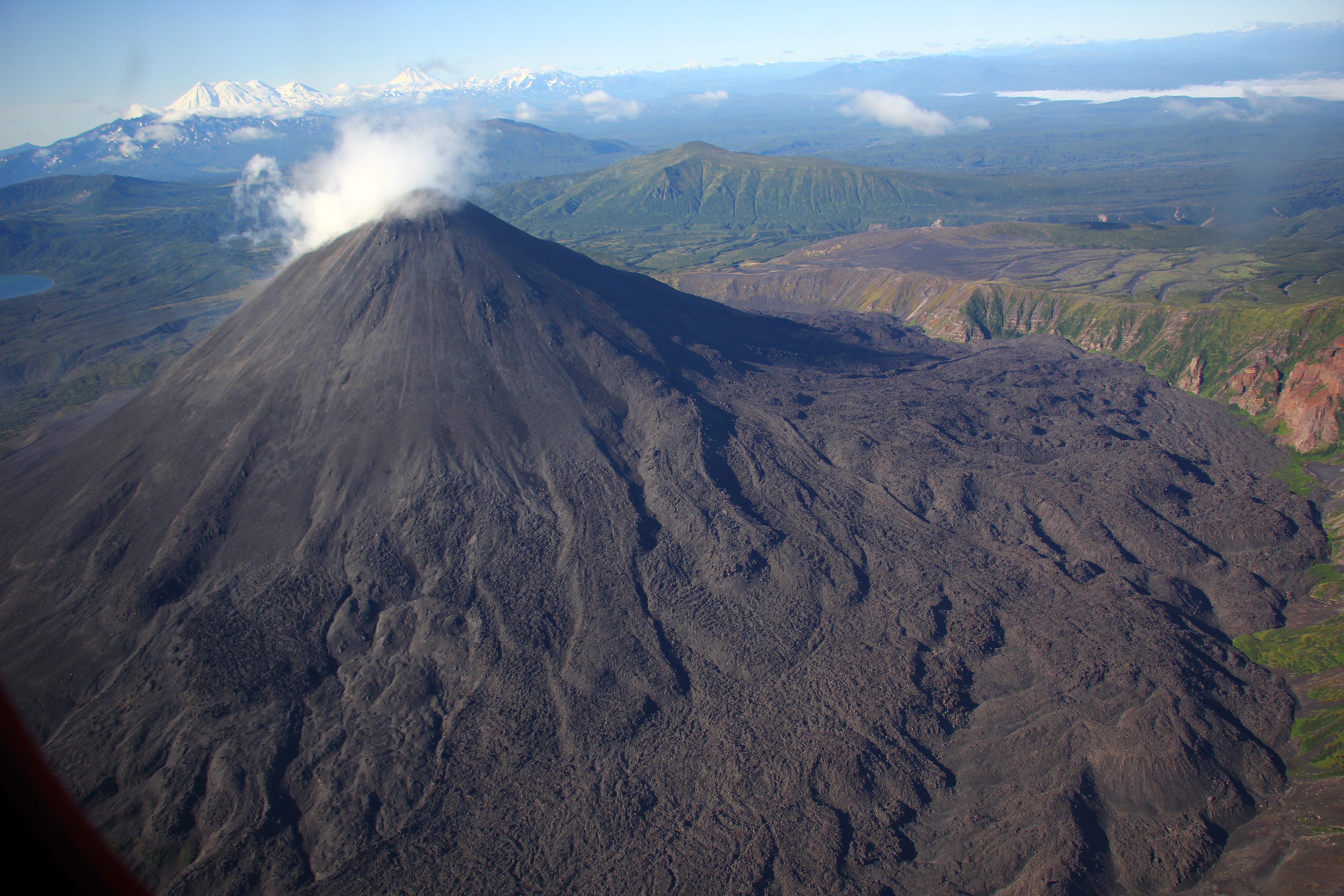
Карымский в кальдере влк. Двор

## Извержения
Последнее извержение было в 1850 году .